# Guillem V d'Aquitània
 Guillem V d'Aquitània el Gran (anomenat també Guillem III de Poitiers el Gran) (969/975 - 31 de gener de 1030) fou duc d'Aquitània i comte de Poitou des de 990 fins a la seva mort. Fou fill i successor de Guillem IV d'Aquitània i II de Poitiers, i de la seva esposa Emma de Blois, filla de Teobald I de Blois el Trampós. La seva mare va actuar com a regent fins a 1004. Va ser amic del bisbe Fulbert de Chartres, qui va trobar en ell un mecenes, i va fundar una escola i catedral a Poitiers. Guillem era un home ben educat, col·leccionista de llibres i va convertir la pròspera cort d'Aquitània al centre d'erudició del sud de França.

## Biografia
Des de la pujada al poder es va trobar en mig del conflicte entre el comte de Blois i el comte d'Anjou. El 996 el darrer Folc III Nerra estava en situació difícil i va demanar ajut a Aldebert de Périgord que havia arribat a comte vers 979 succeint al seu germà Elies o Heli i havia casat en segones noces amb Adalmodis de Gavaldà, la filla d'Adelaida d'Anjou (tia del comte Folc Nerra). Aldebert va creuar el Poitou i va conquerir Tours en nom del comte d'Anjou, retornant altre cop a través del Poitou sense ser atacat. Això li va donar ales i a la tornada a Périgueux es va revoltar contra el comte Guillem III de Poitiers i va assetjar la fortalesa de Gencay, però fou greument ferit i va morir al cap de poc a Charroux, que era llavors la capital de la'alta Marca.
Guillem es va casar llavors (997) amb Adalmodis, la vídua del comte de Périgord i va concedir el comtat de Perigord a Boson II de la baixa Marca i va fer un acord amb Eudes I el Roig, senyor de Déols (1012-1045). Es va mostrar agraït amb Guillem II Tallaferro comte d'Angulema que el va ajudar quan va pujar al poder, i li va concedir la tutela dels vescomtats de Rochechouart, Melle, Aulnay i les senyories de Chabanais, Confolens i Ruffec i li va donar el seu suport per casar-se amb Gerberga d'Anjou, la germana de Folc III Nerra. A Tallaferro li va cedir Confolens, Ruffec i Chaban. El 1006 fou derrotat pels normands. Per aquesta època va perdre també Loudun i Mirebalais davant Folc Nerra d'Anjou. Va ampliar l'abadia de Maillezais (1010) i la de Bourgueil.
Tots aquests esdeveniments van contribuir a la pacificació del ducat. Guillem va donar un nou significat al títol ducal per sobre la funció militar, i el duc va esdevenir una mena de cap d'estat amb l'alta sobirania. Va gestionar els conflictes entre els poderosos senyors de Lusignan i els vescomtes de Thouars ocasionat perquè el vescomte Savary III de Thouars s'havia apoderat d'un domini dels Lusignan; Guillem va prometre a Hug l'Ós, senyor de Lusignan, que li retornaria el territori en litigi a la mort de Savary, que es va produir el 1003, però en la pràctica llavors el va concedir a Raül, germà i successor de Savary; no obstant els dos enemics es van arribar a entendre i Hug es va casar amb la filla de Raül. Això va molestar a Guillem que va fracassar aquest enllaç proposant a Hug de Lusignan com esposa a la vídua de Joscelí I de Parthenay (qui només havia deixat un fill de poc edat); quan Hug va donar l'acord però llavors Guillem també va fer fracassar aquest matrimoni, i llavors va esclatar la guerra entre el duc i el senyor de Lusignan per un costat i el vescomte de Thouars per l'altra. Durant la guerra va morir el vescomte Raül vers l'any 1014.
En un altre afer relatiu a Civray en el que van participar el comte Bernat de la Marca, Hug IV de Lusignan i Aimeri I de Rancon, Guillem va mostrar encara més mala fe, sempre en perjudici d'Hug i en benefici d'Aimeri de Rancon i de Bernat de la Marca. Hug va reaccionar de manera violenta i es va apoderar del castell de Chizé, i Guillem va haver de negociar i al final va haver de cedir a Lusignan uns dominis a Parthenay.
Vers el 1016, esdevingut vidu d'Adalmodis, Guillem es va tornar a casar amb Brisca, germana del duc Sanç V Guillem de Gascunya; més tard a la mort del duc Sanç V (1032) que no tenia hereu directe, el ducat de Gascunya fou reunit al ducat d'Aquitània. En aquestos anys els normands van fer noves incursions al Poitou, de caràcter devastador, però ja foren les darreres. No obstant Guillem va reforçar les defenses de la costa atlàntica donant el castell de Talmond i el sud del país d'Herbauges a un dels seus fidel, Guillem el Calb, un bastard de Guillem IV d'Aquitània i, per tant, germanastre del mateix Guillem V. El Calb es va casar amb Amelina, la filla del senyor de Parthenay, i li va atribuir els dominis que li van permetre constituir la nova senyoria de Talmond; al mateix temps va construir una fortalesa a la Roche sur Yon, al rerepaís.
El 1019 Guillem va quedar vidu per segona vegada i es va casar amb Agnès filla d'Otó Guillem, comte de Borgonya i d'Ermentruda neta del rei de França Lluís IV d'Ultramar. Agnès era igualment neta de l'antic rei Adalbert d'Italie (Adalbert II d'Ivrea). En aquesta època Poitiers fou en part destruïda per un incendi i Guillem es va consagrar a la reconstrucció de la vila. Va fer entronitzar el nou bisbe de Llemotges, Gerald (fill del vescomte Guiu de Llemotges) per l'arquebisbe de Bordeus, vulnerant el dret d'entronització de l'arquebisbe de Bourges, aprofitant que aquest lloc estava vacant. A la mort de Gerald, el 1022, Guillem va intentar fer permanent aquest tipus d'entronització. Aviat es va trobar en conflicte amb el nou arquebisbe de Bourges i amb Robert II el rei de França que tenia la tutela de la seu de Bourges. La intervenció del bisbe Fulbert de Chartres permeté a Guillem de demanar excuses de manera honorable i preservar l'atribució de Llemotges al bisbe Jordà. El tractat negociat per Fulbert (1020) establia les obligacions recíproques de vassall i sobirà.
El 1024 l'emperador Enric II del Sacre Imperi Romanogermànic va morir i els italians van intentar fer-se independents i el nobles liderats per Ulric Manfred II de Torí van proposar com a rei d'Itàlia a Robert de França o al seu fill Hug Magnus, que va refusar l'oferiment. Llavors els nobles italians van oferir la corona a Guillem de Poitiers. Aquest va dubtar i fins i tot va viatjar a Itàlia però finalment també va refusar perquè no volia un conflicte amb el nou emperador. Aquest afer va acabar amb el matrimoni d'Agnès, la filla de Guillem, amb l'emperador Enric III del Sacre Imperi Romanogermànic.
Va morir a Maillezais el 30 o 31 de gener del 1030. Com que la seva darrera esposa volia que l'herència fos pels fill del seu matrimoni en lloc dels fills amb millor dret dels anteriors matrimonis, Guillem es va assegurar la successió regular abdicant en el seu fill gran del primer matrimoni i va ingressar al monestir de Maillezais on va morir poc després. La font essencial del seu regnat és el panegíric d'Ademar de Chabannes.

## Família
Guillem es va casar tres vegades i va tenir set fills.
La seva primera esposa va ser Adalmodis de Gavaldà, vídua d'Adalbert I de La Marca i Périgord, morta el 1016. Van tenir un fill:
- Guillem VI d'Aquitania i IV de Poitiers, el seu successor.

La seva segona esposa va ser Sança de Gascunya (o Brisa/Prisca), filla del duc Guillem II Sanç de Gascunya i germana del duc Sanç V Guillem, morta el 1018. Van tenir dos fills i una filla:
- Eudes o Odó, més tard també duc
- Adalais, que es va casar amb el comte Girald I Trancaleon d'Armanyac
- Teobald, que va morir jove

La tercera esposa va ser Agnès de Borgonya, comtessa de Poitiers, filla d'Otó Guillem de Borgonya comte de Mâcon i després comte palatí de Borgonya (que va tenir com a segon marit a Jofré II Martell comte d'Anjou. També van tenir dos fills i una filla:
- Pere Guillem, més tard duc Guillem VII d'Aquitània i V de Poitiers
- Guiu Jofré, més tard duc Guillem VIII d'Aquitània i VI de Poitiers
- Agnès d'Aquitània (emperadriu consort) (o Ala de Poitou), casada amb Enric III el Negre (1043)

## Caràcter
Fou un príncep molt religiós que va anar en pelegrinatge a Roma i a Santiago de Compostela diverses vegades. No obstant fou tolerant amb els heretges maniqueus i amb els jueus. Va tenir un paper de regulador i mediador en els conflictes entre el clergat a la seva jurisdicció, especialment a les abadies de Saint Cyprien de Poitiers, de Saint Maixent, al bisbat de Limoges i al Concili de Charroux. Fou amic de Fulbert de Chartres.